# Silschede

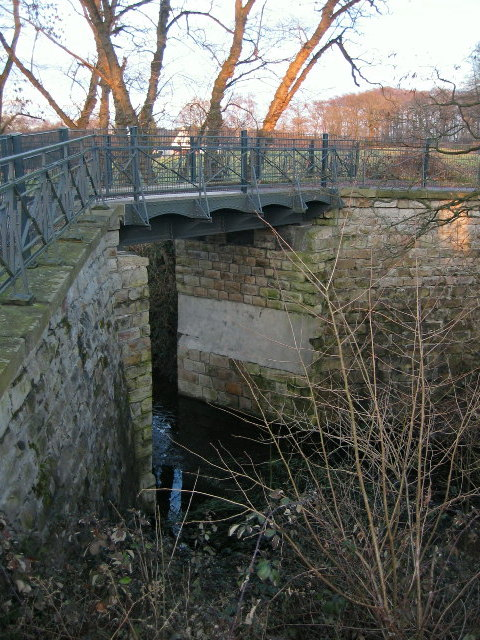
Brücke über die ehemalige Trasse der Kohlenbahn

Silschede ist ein Ortsteil der Stadt Gevelsberg im Ennepe-Ruhr-Kreis in Nordrhein-Westfalen. Bis 1969 war Silschede eine eigenständige Gemeinde.

## Geographie
Silschede liegt im Norden des Stadtgebiets von Gevelsberg im Niederbergisch-Märkischen Hügelland. Der Ortskern von Silschede, das aufgrund seiner Lage auch als „Höhendorf“ bezeichnet wird, liegt ca. zwei Kilometer nördlich der Gevelsberger Kernstadt. Weitere kleinere Ansiedlungen auf dem Gebiet der Gemarkung Silschede sind unter anderem Behrenbruch, Büffel, Ellinghausen und Ilberg.

## Geschichte
Silschede wurde erstmals 1486 erwähnt und gehörte im Spätmittelalter und der Frühen Neuzeit in eigener Bauerschaft (Sylsyker Burschop) im Amt Wetter und Gericht Volmarstein zur Grafschaft Mark. Laut dem Schatzbuch der Grafschaft Mark von 1486 hatten die 15 Steuerpflichtigen in der Bauerschaft zwischen ein Goldgulden und acht Goldgulden an Abgabe zu leisten. Die beiden größten Steuerzahler waren Peter Koeller to Enede und der Schulte tom Kaldenhove mit jeweils acht Goldgulden. 1543 verpfändete Herzog Wilhelm von Kleve dem Adolf Gruiter den Zehnten zu Slschede. Im Jahr 1705 waren in der vergrößerten Bauerschaft (In der Silscheder Baurschaft) 26 Steuerpflichtige mit Abgaben an die Rentei Wetter im Kataster verzeichnet.
1841 wurde Silschede in einer Ortschaftstabelle erwähnt. Die Deutung des Ortsnamens kann mit rinnender Bach umschrieben werden.
Seit dem 15. Jahrhundert wurde in Silschede Steinkohlebergbau betrieben, zunächst im Tagebau und später über Stollen. Die Zeche Sengsbank bestand von 1754 bis 1831. An der Esborner Straße nördlich vom Silscheder Ortskern bestand von 1842 bis 1925 die Zeche Vereinigte Trappe. 
Seit dem 19. Jahrhundert bildete Silschede eine Landgemeinde im Amt Volmarstein des Landkreises Hagen im westfälischen Regierungsbezirk Arnsberg. 1897 gab es in der Landgemeinde auf 720 ha Fläche, 30 Wohnplätze, 142 Wohnhäuser mit 226 Haushaltungen und 1283 Einwohner. 1929 kam Silschede zum Ennepe-Ruhr-Kreis. Im Zweiten Weltkrieg wurde der Silscheder Eisenbahntunnel zur Untertage-Verlagerung der deutschen Rüstungsproduktion benutzt.
Am 1. Januar 1970 wurde Silschede durch das Gesetz zur Neugliederung des Ennepe-Ruhr-Kreises Teil der Stadt Gevelsberg.

## Einwohnerentwicklung
| Jahr | Einwohner | Quelle |
| ---- | --------- | ------ |
| 1871 | 1084      | [ 6 ]  |
| 1885 | 1156      | [ 7 ]  |
| 1910 | 1744      | [ 8 ]  |
| 1939 | 1677      | [ 9 ]  |

## Baudenkmäler
Unter Denkmalschutz stehen in Silschede die Evangelische Kirche, der Hof Sassenhaus an der Schwelmer Straße 221, die Brücke Auf der Illberg über die ehemalige Kohlenbahn sowie die Fachwerkhäuser Am Hagen 1 und Esborner Straße 51.

## Kultur
Ein Träger des örtlichen Brauchtums ist der Schützenverein Silschede 1872.

## Sport
Der örtliche Fußballverein FC Schwarz-Weiß Silschede 1926 ist der Heimatverein der Nationalspielerin Alexandra Popp.

## Verkehr
In Silschede liegt die Anschlussstelle Gevelsberg der Bundesautobahn 1. Die Bundesstraße 234 durchquert Silschede in Ost-West-Richtung. Von 1934 bis 1980 führte die Bahnstrecke Witten–Schwelm durch den 845 m langen Silscheder Tunnel. Die 1889 eröffnete Bahnstrecke Schee–Silschede wurde 1989 stillgelegt. Auch die Schlebusch-Harkorter Kohlenbahn führte durch Silschede.